# L'età di mezzo
L'età di mezzo è un romanzo della scrittrice nord americana Joyce Carol Oates che rappresenta in modo incisivo, comico e nello stesso tempo profondo, la società statunitense upper class alle soglie del XXI secolo.
La storia è ambientata a  Salthill-on-Hudson, una cittadina vicino a Manhattan, dove tutti gli abitanti sono ricchi, bellissimi e di mezza età anche se dall'aspetto esteriore sembrano più giovani.
Il protagonista è uno scultore misterioso e carismatico di nome Adam Berendt che a causa di un atto di eroismo muore lasciando tutti gli abitanti profondamente colpiti. Tutti si chiedono chi fosse veramente  Adam Berendt e se fosse da considerarsi un eroe o una persona perfettamente normale.
In seguito alla morte del protagonista si assiste ad una profonda trasformazione da parte di tutti gli abitanti della piccola città. Si assiste così alla nascita di nuove storie amorose, alla fine di altri amori, alla scelta da parte di qualcuno di una vita da eremita o al sacrificio degli affetti in nome di nuovi ideali.
L'età di mezzo è di fatto la storia della ricerca dell'identità perduta e di chi non riesce a superare la crisi nostalgica per aver perduto l'età felice della giovinezza.

## Edizioni
- Joyce Carol Oates, L'età di mezzo, traduzione di Annamaria Biavasco e Valentina Guani, collana Oscar-Scrittori del 900, Mondadori, 2004, ISBN 88-04-53628-4.